# 丹东边境经济合作区
丹东边境经济合作区，简称“合作区”，是辽宁省丹东市的国家级开发区。辖区沿鸭绿江右岸黄金坪岛对面：北起金河大街、安民河，南至台南路，东至鸭绿江，西至黄海大道。面积6.3km2，10万人。

## 行政区划
下辖
- 浪头镇
- 安民镇（已划归高新区）
- 江海街道

## 历史
1992年7月7日国务院批准设立。